# Wang Zhonglin
Wang Zhonglin en chino; 王忠林, en pinyin: Wáng Zhōnglín, (Shandong, agosto de 1962) es un político chino. Ha sido Secretario del Partido Comunista de Wuhan desde febrero de 2020. Anteriormente fue secretario del Partido Comunista de Jinan y miembro del comité permanente del partido provincial de Shandong. Wang es delegado del XIII Congreso Nacional del Pueblo.

## Biografía

### Primeros años y educación
Wang nació en el condado de Fei, Shandong, en agosto de 1962. En septiembre de 1980, se matriculó en la Universidad de Ciencias Políticas y Derecho de China Oriental, con especialización en derecho penal, donde se graduó en julio de 1984. Obtuvo el título de Doctor en Administración de la Ocean University of China en junio de 2011.

### Carrera en Shandong
Wang se unió al Partido Comunista de China en junio de 1984. Sirvió en varios puestos en el gobierno municipal de Zaozhuang antes de servir como Secretario del Partido Comunista de Tengzhou, una ciudad de Zaozhuang a nivel de condado, en diciembre de 2006. En marzo de 2007 se convirtió en miembro del comité permanente del Comité Municipal del PCCh Zaozhuang. En diciembre de 2011, fue subsecretario del partido comunista de Liaocheng, sirvió simultáneamente como alcalde de la ciudad en marzo de 2013. Durante su mandato, se centró en la demolición y reconstrucción urbana, lo que le valió la reputación nacional. En julio de 2015, fue transferido a Jinan, capital de la provincia de Shandong, donde fue nombrado Director y Secretario de la Rama del Partido de la Comisión de Reforma y Desarrollo Provincial de Shandong. Un año después, fue nombrado subsecretario del partido comunista, secretario de la rama del partido y alcalde interino de Jinan, en reemplazo de Yang Luyu, quien fue puesto bajo investigación por la Comisión Central de Inspección Disciplinaria, el organismo disciplinario interno del partido, por "violaciones graves de las regulaciones" a principios de abril. En mayo de 2018, fue promovido para convertirse en Secretario del Partido Comunista de Jinan y miembro del comité permanente del Comité Provincial de Shandong del PCCh. 

### Carrera en Hubei
El 12 de febrero de 2020, fue nombrado Secretario del Partido Comunista de Wuhan, sucediendo a Ma Guoqiang, quien fue destituido de los cargos públicos por su respuesta al brote de coronavirus de 2019-2020.